# Giovanni Giacomo Lando
Giovanni Giacomo Lando (Genova, ... – XVII secolo) è stato un economista italiano.

## Opere
- Giovanni Giacomo Lando, Aritmetica mercantile, Venezia, Ghirardo Imberti, 1645. URL consultato il 14 giugno 2015.